# Hladni start
Hladni start je potencijalni problem u kompjuterski zasnovanim informacionim sistema koji uključuju stepen automatizovanog modelovanja podataka. Konkretno, to se odnosi na pitanje da sistem ne može donositi bilo kakve zaključke za korisnike ili stavke o kojima se još uvek nije dovoljno informacija prikupilo.

## Pogođeni sistemi
Problem hladnog starta je najrasprostranjeniji u Sistemima za preporuku. Sistemi za preporuku formiraju određenu vrstu informacija tehnikom filtriranja koja pokušava da predstavi informacione stavke (filmovi, muzika , knjige, vesti , slike , veb stranice ) koje su verovatno od interesa za korisnika. Obično, sistemi za preporuku porede profil korisnika sa nekim referentnim karakteristikama. Ove karakteristike mogu biti informacione stavke (sistemi na osnovu sadržaja) ili socijalno okruženje korisnika (sistemi na osnovu saradnji).
Kod sistema na osnovu sadržaja, sistem mora biti u stanju da poredi karakteristike nekih stavki sa relevantnim karakteristikama u profilu korisnika. Da bi se ovo uradilo, on prvo mora da izgradi dovoljno detaljan model o korisničkom ukusu i sklonostima. Ovo se može uraditi ili eksplicitno (ispitivanjem korisnika) ili implicitno (posmatrajući ponašanje korisnika). U oba slučaja, problem hladnog starta bi značio da korisnik mora da posveti određenu količinu napora koristeći sistem u svojoj državi - doprinosi izgradnji njihovog korisničkog profila - pre nego što sistem može da počne pružanje bilo kakve inteligentne preporuke.
Kod sistema na osnovu saradnji, sistem će identifikovati korisnike koji dele iste sklonosti sa aktivnim korisnikom, i predložiti stavke koje istomišljeni korisnici favorizuju (ili koje aktivni korisnik još nije videlo). Zbog problema hladnog starta, ovaj pristup ne uzima u obzir stvari koje niko u zajednici prethodno nije oceneno.

## Rešenja
U scenarijima koji uključuju interfejs agenata, problem hladnog starta može se prevazići uvođenjem elementa saradnje tako što agent pomažu različitim korisnicima. Na ovaj način, roman situacijom može se rukovati tako što se traže drugi agenti da podele ono što su već naučili od svojih korisnika.
U sistemima za preporuku, problem hladnog starta je često smanjen usvajanjem hibridnog pristupa. Hibridni pristup je sistem koji je mešavina između sistema na osnovu saradnji i na osnovu sadržaja. Novim stavkama (koje još uvek nisu dobili nikakve ocene od zajednice) će se automanski dodeliti ocena, na osnovu ocene dodeljene od strane zajednice za druge slične stavke. Sličnost stavki bi se odredila prema sadržaju zasnovanom na karakteristikama stavke.
Izgradnja korisničkog profila može biti automatizovana integrisanjem informacija od drugih aktivnosti korisnika, kao što su istorija pretraživanja. Ako, na primer, korisnik je čitao o određenom muzičkom umetniku iz medijskog portala, onda povezan sistem preporuke će automatski predložiti da se umetnikova izdanja pojave kada korisnik poseti muzičku prodavnicu.

## Spoljašnje veze
- Sistemi preporuke na osnovu saradnji

## Literatura
- Cold start